# Maxim Walerjewitsch Koptjakow
Maxim Walerjewitsch Koptjakow (russisch Максим Валерьевич Коптяков, englisch Maxim Koptyakov, wiss. Transliteration Maksim Valer'evič Koptjakov; * 21. Juni 1987 in Komsomolski, AK der Chanten und Mansen, RSFSR, UdSSR) ist ein russischer Boxer im Mittelgewicht.

## Werdegang
Maxim Koptjakow gewann 2005 die Goldmedaille im Weltergewicht bei den Junioren-Europameisterschaften in Estland. 2006 ging er erstmals bei den russischen Meisterschaften der Erwachsenen an den Start, schied jedoch im zweiten Kampf aus. 2007 gewann er bereits eine Bronzemedaille im Weltergewicht.
Bei den russischen Meisterschaften 2008 gewann er schließlich die Goldmedaille im Mittelgewicht und besiegte dabei unter anderem Fjodor Tschudinow und Dmitri Tschudinow. Er konnte anschließend an den Europameisterschaften 2008 in England teilnehmen und kämpfte sich im Mittelgewicht, unter anderem mit einem Halbfinalsieg gegen Eamon O’Kane, ins Finale vor. Dort unterlag er beim Kampf um die Goldmedaille gegen Iwan Senaj.
2009 schied er bei den nationalen Meisterschaften im ersten Kampf und 2010 im Viertelfinale gegen Dmitri Biwol aus. Bei den russischen Meisterschaften 2011 gewann er jedoch erneut die Goldmedaille im Mittelgewicht. Er schlug dabei unter anderem Xaybula Musalov und im Finale nun auch Dmitri Biwol. Daraufhin startete er bei den Europameisterschaften 2011 in der Türkei. Mit Siegen gegen Luca Podda, Michel Tavarès, Peter Müllenberg, Dmytro Mytrofanow und Adem Kılıççı wurde er Europameister im Mittelgewicht und erzielte damit seinen bedeutendsten Erfolg.
Nachdem er 2012 nicht an den russischen Meisterschaften teilgenommen hatte, wurde er 2013 Zweiter nach einer Finalniederlage gegen Maxim Gassisow und 2014 Dritter nach einer Halbfinalniederlage gegen Pjotr Chamukow. Diesmal hatte er aber im Viertelfinale Gassisow besiegt. 2015 verlor er erst im Finale gegen Andrei Kowaltschuk mit 1:2 und wurde daraufhin zu den Europaspielen 2015 nach Aserbaidschan entsandt. Dort schlug er Denis Radovan und Salvatore Cavallaro, ehe er kampflos im Halbfinale gegen Michael O’Reilly ausschied und Bronze im Mittelgewicht gewann.
2016 besiegte er bei den russischen Meisterschaften im Halbfinale Andrei Kowaltschuk, unterlag aber im Finalkampf erneut gegen Pjotr Chamukow. Nachdem er 2017 bereits im ersten Kampf gescheitert war, konnte er 2018 eine Bronzemedaille erkämpfen. Diesmal gelang ihm auch ein Sieg im Viertelfinale gegen Chamukow. 2019 gewann er die russische Meisterschaft mit einem Finalsieg gegen Andrei Kowaltschuk.